# Geliflussione
La geliflussione, un fenomeno molto simile alla soliflussione, descrive l'effetto provocato dall'azione del gelo-disgelo stagionale che satura il terreno in superficie inducendo movimenti lungo il pendio.
La geliflussione è cospicua nelle regioni periglaciali dove la neve cade per un periodo di tempo che va dai sei agli otto mesi l'anno. A primavera, la neve e il ghiaccio fondono, e il terreno viene in pratica inondato nello spazio di un paio di giorni con il quantitivo d'acqua corrispondente a sei mesi di precipitazioni piovose. La superficie del suolo si impregna a tal punto d'acqua che scorre come fosse un liquido; sui declivi aventi una pendenza inferiore al mezzo grado, la geliflussione diventa così una forma di movimento del terreno.

## Tipologie di geliflussione
Le due principali tipologie di conformazione del terreno causate dalla geliflussione sono le disposizioni a lobi e a gradoni.
La disposizione a lobi si riferisce a depositi di materiale geliflusso a forma di lingua, orientati nel senso del declivio e che tendono a formarsi su pendii con angoli di inclinazione compresi tra 10° e 20°.
 
La disposizione a gradoni si riferisce a terrazzi deposizionali che si formano su declivi più dolci e con l'asse maggiore parallelo al contorno del pendio.
I lobi di geliflussione possono poi risultare a copertura sassosa o a zolla erbosa in funzione della vegetazione che li ricopre.  
I lobi in generale vengono misurati in funzione dell'alzata e dell'estensione del gradino; i lobi di geliflussione hanno alzate tipiche fino a cinque metri e gradonature fino a cinquanta.